# Austrian Airlines
Austrian Airlines AG, ibland förkortat Austrian, är Österrikes största och första nationella flygbolag. Austrian har sitt huvudkontor i Wien. Flygbolaget flyger till fler än 120 destinationer i 47 länder (Augusti 2024). Huvudbasen är Wien-Schwechats flygplats, men flygbolaget har också ett nav i Innsbrucks flygplats. Austrian Airlines är medlem i Star Alliance och ägs av Lufthansa Group.

## Historia
Flygbolaget grundades den 30 september 1957. De hade sin premiärflygning den 31 mars 1958 när flygplanstyp Vickers Viscount 779 lyfte från Wien till London via Zürich. Austrian Airlines formades genom sammanslagningen av Air Austria och Austrian Airways. De startade sina inrikeslinjer den 1 maj 1963. Austrian Airlines startade sedan sina utlandslinjer den 1 april 1969 med flyglinjerna Wien – Bryssel och Wien – New York i samarbete med flygbolaget Sabena.
Austrian Airlines blev medlem i Star Alliance år 2000. Samma år förvärvade flygbolaget Lauda Air, ett flygbolag vars flyglinjer även inkluderade långdistanslinjer, den 15 februari 2001 förvärvade de Rheintalflug vars namn sedan ändrades till Austrian i september 2003 när de omvandlade sina tre utgörande flygbolag. Den 1 oktober 2004 förenades Flight Operations Departments av Austrian med Lauda Air, vilket lämnade Lauda Air som ett varumärke endast för charterflyg. Det andra dotterbolaget Tyrolean Airways specialiserade sig på regionala flygningar och slogs samman med Rheintalflug.
I oktober 2006 var Austrian tvungen att införa en besparingspolitik, och 2007 försvann över 500 jobb. Många långdistansflygningar stängdes ner, såsom Sydney via Kuala Lumpur, Melbourne via Singapore, Kathmandu eller Shanghai. De tre kvarvarande Fokker 70 sändes till Tyrolean Airways. Det beslöts också att överge långdistansplanen från Airbus, bestående av fyra Airbus A340 och fyra Airbus A330 för att standardisera flottan till förmån för Boeing 777 och Boeing 767. Man tog bort mat och alkoholhaltiga drycker från alla kortdistansflygningar och introducerade vad som kallades "Self Select Bistro Service", med undantag för flyg till London och flygningar över 100 minuter. Huvudkontoret flyttades också från Oberlaa till Wien-Schwechats flygplats 2007.
I juni 2008 rådde investeringsbanken Merrill Lynch den österrikiska regeringen att sälja flygbolaget till ett utländskt bolag. Intresse för bolaget visades av Lufthansa, Air France-KLM, Royal Jordanian, Air China, Turkish Airlines, Aeroflot, S7 Airlines och Singapore Airlines. Den 13 november 2008 meddelades det att Lufthansa hade valts. Under 2009 tog Lufthansa över majoriteten av aktierna i Austrian Airlines.
Uppköpet startade en ny era för flygbolaget, med förbättrade passagerarsiffror och en mer strategisk position inom Lufthansas ramverk. Genom utbyggnadsarbeten vid Wien-Schwechats flygplats gav det flygbolaget mer plats för expansion. Som ett resultat av detta infördes en ny strategi i januari 2012, med 11 nya flygplan de närmaste tre åren, vilket medförde en förlängning av flottan på lång sikt, med Airbus-plan som betjänar medeldistansflygningar och Boeing på långdistansflygningar.
I december 2011 avslöjades en ny kostnadsbesparingsplan, eftersom företaget fortfarande förlorade pengar trots att 2500 arbetstillfällen hade eliminerats. Lufthansa vägrade ge ekonomiskt stöd. I mars 2012 kallade Austrian Airlinesännu en gång för rekapitalisering. Lufthansa godkände en kapitalökning på 140 miljoner euro, vilket gav effektiva åtgärder för att ta itu med de strukturella bristerna hos flygbolaget.
Dotterbolaget Lauda Air fusionerades in i Austrian Airlines den 1 juli 2012.
Den 30 april 2012, efter misslyckande av förhandlingar om kostnadsbesparande åtgärder, togs AUA-verksamheten över av dotterbolaget Tyrolean Airways. Efter detta datum drivs alla Austrian Airlines flygningar av Tyrolean. Men 110 piloter och 250 flygpersonal valde att inte flytta med till Tyrolean och istället lämna gruppen.
I oktober 2014 rapporterades att Tyroleans flygverksamhet och personal skulle återintegreras till Austrian Airlines senast den 31 mars 2015 när ett nytt arbetsavtal hade uppnåtts. Före fusionen meddelade Austrian ett översynskoncept som kallas "my Austrian" den 26 mars 2015. Den innehåller en ny företagsdesign, en reviderad flygplansdesign och ett antal nya flygningar.
I juni 2015 tillkännagav Austrian Airlines köpet av 17 Embraer 195-tal från Lufthansa-gruppen. Dessa Embraer-flygplan, som hade ägts av Lufthansa CityLine, ersatte de föråldrade Fokker 70 och 100. Vid augusti 2016 hade 8 av 17 Embraer-flygplanen levererats medan 9 av 23 Fokker hade lämnade flottan. Alla Fokker 70 hade fasats ut i juli 2017.
I januari 2016 meddelades att Austrian Airlines skulle revidera sin nya översynskoncept infördes våren 2015 genom att släppa frasen "my" ahead of Austrian.

## Destinationer
Austrian Airlines flyger till sex inrikes destinationer och mer än 120 internationella destinationer i 55 länder. De specialiserar sig särskilt på destinationer i Östeuropa och Mellanöstern. Austrian var ett av få flygbolag att flyga till Irak efter kriget när de öppnade sin flyglinje till Erbil i december 2006. Flyglinjen till Erbil lades ner följande år men återupptogs igen den 2 april 2008. Passagerare från Sverige kan resa från Stockholm, Göteborg och Köpenhamn.

## Flotta
I augusti 2024 bestod flottan av följande flygplan:

### Austrian Airlines[3]
| Flygplan         | I trafik | Beställningar | Passagerare |
| ---------------- | -------- | ------------- | ----------- |
| Airbus A320-200  | 29       | —             | 168-180     |
| Airbus A320neo   | 5        |               | 180         |
| Airbus A321-100  | 3        | —             | 200         |
| Airbus A321-200  | 3        | —             | 200         |
| Boeing 767-300ER | 3        | —             | 211         |
| Boeing 777-200ER | 6        | —             | 330         |
| Boeing 787-9     | 2        | 5             | 294         |
| Embraer 195      | 17       | —             | 120         |
| Totalt           | 68       | 5             |             |

### Historisk flotta
- Airbus A310
- Airbus A319-100
- Airbus A330
- Airbus A340
- Bombardier Q400
- Douglas DC-3/C-47
- Douglas DC-9
- Fokker 50
- Fokker 70
- Fokker 100
- Hawker Siddeley HS 748
- McDonnell Douglas MD-80
- Sud Aviation Caravelle
- Vickers Viscount